# 종9위
종9위(従九位)는 일본의 위계 중 하나이다. 정9위 아래, 대초위 위에 위치하는 위계이다.

## 개요
메이지 시대 초기 태정관제에서 1869년 메이지 2년 7월에 제정되고, 같은 해 8월 22일에 규정된 직원령에 의해 마련되었다. 종9위는 민부성, 대장성의 성장에 해당한다. 또한 직원령 제정시 대초위, 소초위에 상당하는 직무가 마련되어 않았고, ‘빈 위계’가 되었기 때문에 실무적으로는 가장 아래의 위계가 되었다.
영전으로 위계 제도가 정해진 《서위조례》(叙位条例), 《위계령》(位階令)에는 9위는 없다.

## 같이 보기
- 관위
- 추증
- 대부